# Holice (Olomouc)
Holice (Duits: Holitz, soms ter onderscheiding van Holice u Pardubic ook wel Holice u Olomouce genoemd) is een stadsdeel en kadastrale gemeente in de Tsjechische stad Olomouc. Holice telt 4248 inwoners (2021). Tot 1974 was Holice een zelfstandige gemeente. Het dorp Nový Dvůr valt administratief onder het stadsdeel Holice. De voormalige Fotbalová národní liga-club 1. HFK Olomouc speelt in Holice haar thuiswedstrijden in het Stadion Vladimíra Dostála. 

## Geschiedenis
- 1275 – De eerste schriftelijke vermelding van Holice.
- 1932 – Oprichting van 1. HFK Olomouc als FK Holice 1932.
- 1937 – Opening van het vliegveld Olomouc-Holice.

## Aanliggende (kadastrale) gemeenten
| Aanliggende (kadastrale) gemeenten1 | Aanliggende (kadastrale) gemeenten1 | Aanliggende (kadastrale) gemeenten1 | Aanliggende (kadastrale) gemeenten1 | Aanliggende (kadastrale) gemeenten1 |
| ----------------------------------- | ----------------------------------- | ----------------------------------- | ----------------------------------- | ----------------------------------- |
| Nový Svět                           |                                     | Hodolany                            |                                     | Bystrovany                          |
|                                     |                                     |                                     |                                     |                                     |
| Nové Sady, Nemilany                 | Velká Bystřice                      |                                     |                                     |                                     |
|                                     |                                     |                                     |                                     |                                     |
| Kožušany-Tážaly                     |                                     |                                     |                                     | Velký Týnec                         |

1De cursief geschreven namen zijn kadastrale gemeente binnen Olomouc
Bělidla ·
Černovír ·
Droždín ·
Chomoutov ·
Chválkovice ·
Hejčín ·
Hodolany ·
Holice ·
Klášterní Hradisko ·
Lazce ·
Lošov ·
Nedvězí ·
Nemilany ·
Neředín ·
Nová Ulice ·
Nové Sady ·
Nový Svět ·
Olomouc-město ·
Pavlovičky ·
Povel ·
Radíkov ·
Řepčín ·
Slavonín ·
Svatý Kopeček ·
Topolany ·
Týneček